# Danny Lopez
Danny Lopez (* 6. Juli 1952 in Fort Duchesne, Utah, USA) ist ein ehemaliger US-amerikanischer Profiboxer und von November 1976 bis Februar 1980 Weltmeister der WBC im Federgewicht. Er wurde 2003 vom Ring Magazine auf Platz 26 der schlagstärksten Boxer aller Zeiten geführt und fand 2010 Aufnahme in die International Boxing Hall of Fame.

## Privates
Danny Lopez ist Ute-indianischer, mexikanischer sowie irischer Abstammung und hat sieben Geschwister. Nach der Trennung der Eltern wurden die drei jüngsten Geschwister, darunter Danny, bei Pflegeeltern untergebracht. Sein Bruder Ernie Lopez war ebenfalls Boxer und 1970 sowie 1973 WM-Herausforderer von José Nápoles. Danny arbeitete nach seiner aktiven Karriere als Installateur für eine Baufirma. Er lebt mit seiner Frau in Chino Hills und ist Vater von drei Söhnen.

## Boxkarriere
Danny Lopez begann im Alter von 16 Jahren mit dem Boxen, bestritt 47 Amateurkämpfe und gewann im März 1971 eine Bronzemedaille im Bantamgewicht bei den National Golden Gloves in Fort Worth.
Sein Profidebüt gewann er am 27. Mai 1971. Gemanagt wurde er von Howie Steindler, der jedoch im März 1977 von unbekannten Tätern ermordet wurde. Im Anschluss wurde Bennie Georgino sein Manager. Er boxte zu Beginn seiner Karriere im Bantamgewicht und stieg später in das Federgewicht auf. 26 seiner 48 Kämpfe bestritt er im Olympic Auditorium von Los Angeles.
Er gewann seine ersten 23 Kämpfe in Folge, davon 22 vorzeitig durch KO oder TKO, darunter 12 innerhalb von nur zwei Runden. Er besiegte dabei unter anderem im März 1972 Arturo Pineda (Kampfbilanz: 13-0, 11 KO), der im September 1974 beim Kampf um die WBC-Weltmeisterschaft im Leichtgewicht ein Unentschieden gegen Guts Ishimatsu erreichte. Seine erste Niederlage erlitt er im Mai 1974 durch TKO in der neunten Runde gegen den späteren Hall of Famer Bobby Chacon (23-1, 21 KO).
Nach einem folgenden Sieg, erlitt er zwei überraschende Niederlagen in Folge gegen Shig Fukuyama (23-10) und Octavio Gómez (49-12). Im Anschluss gewann er jedoch sieben Kämpfe in Folge vorzeitig, darunter gegen den ehemaligen WBA- und WBC-Weltmeister Chucho Castillo (47-15), den ehemaligen WM-Herausforderer Raul Cruz (25-15), den vierfachen Weltmeister und späteren Hall of Famer Rubén Olivares (80-6), den späteren WBA-Weltmeister Sean O’Grady (29-0, 25 KO) und den hoch eingeschätzten Art Hafey (54-7, 36 KO), der nach diesem Kampf seine Karriere beendete. Zudem bezwang er in einem Rückkampf auch Octavio Gómez.
Lopez hatte sich damit für einen WBC-Titelkampf im Federgewicht qualifiziert und besiegte dabei am 6. November 1976 im Accra Sports Stadium von Ghana den Titelträger David Kotey (34-2, 21 KO) über 15 Runden einstimmig nach Punkten. Kotey hatte den Titel im September 1975 gegen Rubén Olivares erkämpft und bestritt gegen Lopez seine dritte Titelverteidigung. Der Kampf ging mit rund 122.000 Zusehern vor Ort als die bis dahin zuschauerstärkste Boxveranstaltung in die Sportgeschichte ein und ist bis heute die zweitstärkste hinter dem Kampf zwischen Julio Chávez gegen Greg Haugen, der 1993 im Aztekenstadion von Mexiko-Stadt mehr als 136.000 Menschen folgten.
Lopez gewann im Anschluss acht Titelverteidigungen:
- 13. September 1977 im Olympic Auditorium von Los Angeles durch TKO in der siebenten Runde gegen Jose Torres (24-6, 22 KO)[10]
- 15. Februar 1978 im Hilton Hotel von Las Vegas durch TKO in der sechsten Runde gegen David Kotey (38-3, 23 KO)[11]
- 23. April 1978 im Olympic Auditorium von Los Angeles durch TKO in der sechsten Runde gegen José de Paula (27-2, 7 KO)[12]
- 15. September 1978 im Superdome von New Orleans durch KO in der zweiten Runde gegen Juan Malvárez (43-6, 27 KO)[13]
- 21. Oktober 1978 im Palazzo dello Sport von Pesaro durch Disqualifikation in der vierten Runde gegen Fel Clemente (11-7, 3 KO)[14]
- 10. März 1979 im Salt Palace von Salt Lake City durch KO in der zweiten Runde gegen Roberto Castanon (30-0, 20 KO)[15]
- 17. Juni 1979 im Convention Center von San Antonio durch KO in der fünfzehnten Runde gegen Mike Ayala (21-1, 11 KO - Wahl zum Ring Magazine Kampf des Jahres)[16]
- 25. September 1979 in der Sports Arena von Los Angeles durch TKO in der dritten Runde gegen José Caba (11-1, 9 KO)[17]

Am 2. Februar 1980 verlor er im Arizona Veterans Memorial Coliseum von Phoenix in seiner neunten Titelverteidigung durch TKO in der dreizehnten Runde gegen den späteren Hall of Famer Salvador Sánchez (33-1, 27 KO) und unterlag auch im Rückkampf am 21. Juni 1980 im Caesars Palace von Las Vegas durch TKO in Runde 14, worauf er seine Karriere beendete.
Ein Comeback-Versuch scheiterte am 27. Februar 1992.

## Ehrungen
- 2005: Aufnahme in die California Boxing Hall of Fame[21]
- 2010: Aufnahme in die International Boxing Hall of Fame[22]
- 2015: Aufnahme in die California Sports Hall of Fame[23]